# Округ Арчулета (Колорадо)
Арчулета (енгл. Archuleta County) је округ у америчкој савезној држави Колорадо. По попису из 2010. године број становника је 12.084. Седиште округа је град Пагоса Спрингс.

## Демографија
Према попису становништва из 2010. у округу је живело 12.084 становника, што је 2.186 (22,1%) становника више него 2000. године.
| Група             | 2000.         | 2010.         |
| Белци             | 7.927 (80,1%) | 9.446 (78,2%) |
| Афроамериканци    | 35 (0,4%)     | 37 (0,3%)     |
| Азијати           | 31 (0,3%)     | 89 (0,7%)     |
| Хиспаноамериканци | 1.659 (16,8%) | 2.148 (17,8%) |
| Укупно            | 9.898         | 12.084        |